# Wołodymyr Jacuba
Wołodymyr Hryhorowycz Jacuba, ukr. Володимир Григорович Яцуба (ur. 1 lipca 1947 w Dniepropetrowsku) – ukraiński polityk, były minister, wiceprzewodniczący Partii Regionów.

## Życiorys
Ukończył studia w Dniepropetrowskim Instytucie Metalurgicznym, złożył dysertację kandydacką.
Przed 1990 był partyjnym aktywistą, pełnił różne funkcje w partii komunistycznej, dochodząc do stanowiska pierwszego sekretarza KPU w Dniepropetrowsku (od 1988). Od 1990 do 1994 sprawował mandat posła do Rady Najwyższej. W latach 1990–1991 przewodniczył dniepropetrowskiej radzie narodowej. Od 1991 pracował w administracji terytorialnej, w okresie 1995–1998 pełnił funkcję pierwszego zastępcy szefa Administracji Prezydenta Ukrainy. Następnie do 2000 był zastępcą ministra-sekretarza Rady Ministrów, później zastępcą sekretarza i wreszcie sekretarzem ukraińskiego rządu. Od czerwca do lipca 2003 wchodził w skład Rady Ministrów.
Po odejściu z administracji rządowej, do grudnia 2004 był przewodniczącym Dniepropetrowskiej Obwodowej Administracji Państwowej. Później pełnił funkcje doradcze. Od marca do grudnia 2007 sprawował urząd ministra rozwoju regionalnego i budownictwa w gabinecie Wiktora Janukowycza.
W 2007 uzyskał mandat posła do Rady Najwyższej VI kadencji z listy Partii Regionów. 11 marca 2010 po raz kolejny wszedł w skład rządu jako minister ds. rozwoju regionalnego w gabinecie Mykoły Azarowa. Stanowisko to zajmował do 9 grudnia tegoż roku. Od stycznia do czerwca 2011 był przedstawicielem prezydenta Ukrainy w Republice Autonomicznej Krymu. Następnie objął obowiązki szefa administracji miejskiej w Sewastopolu.